# 핑크빛 연인
《핑크빛 연인》(영어: Pretty in Pink)은 1986년 개봉한 미국의 청춘 로맨틱 코미디 드라마 영화이다. 하워드 도이치의 감독 데뷔작이며, 존 휴스가 각본을 맡았다. 밴드 더 사이키델릭 퍼스(The Psychedelic Furs)의 동명 곡에서 영화 제목을 따왔다.
특히나 이 영화의 사운드트랙은 현대 영화 사운드트랙 가운데 최고 중 하나로 평가 받고 있다. 오케스트럴 머누버스 인 더 다크(Orchestral Manoeuvres in the Dark)의 "If You Leave"는 전 세계적으로 히트를 쳤으며 1986년 5월 빌보드 핫 100 4위까지 오르기도 했다.

## 줄거리
고등학교 졸업반 앤디는 무직인 노동자 계층 아버지 잭과 시카고 교외에서 살고 있다. 앤디, 그리고 앤디를 몰래 짝사랑하는 외톨이 절친 "더키"를 비롯한 친구들은 거만하고 인기가 있는 부잣집 애들에게 괴롭힘을 당한다. 특히 베니의 남자친구인 스테프는 앤디에게 매료되어 접근했다가 거절을 당했던 일에 깊은 원한을 품고 있다.
스테프의 절친인 프레피 블레인 역시 앤디에게 빠져 데이트를 신청한다. 블레인은 앤디를 스테프의 집에서 열린 홈파티에 데려간다. 앤디는 부잣집 자제들인 파티 손님들에게 부당한 대우를 받는다. 이후 앤디는 블레인을 동네 나이트 클럽에 데려가고 그곳에서 방과 후 일하는 음반 가게의 매니저 아이오나와 함께 앉아있는 더키를 발견한다. 질투심에 휩싸인 더키는 블레인에게 호전적으로 대한다. 블레인은 자신이 처한 환경을 보여주기 싫어하는 앤디를 집까지 데려다준 뒤 졸업반 프롬에서 데이트 상대가 되어달라고 하고 두 사람은 첫 입맞춤을 한다.
그러나 블레인은 스테프, 베니 등 부자 친구들의 압력에 못 이겨 앤디와 거리를 두기 시작한다. 잭은 앤디에게 핑크빛 드레스를 선물하지만 앤디는 잭이 정규직을 찾았다고 거짓말을 한 것을 두고 말다툼을 하게 된다. 잭은 아내가 두 사람을 버리고 떠난 일을 아직도 괴로워하고 있음을 시인한다.
앤디가 왜 자신을 피하고 전화도 하지 않냐고 블레인에게 따져 묻자 블레인은 이미 다른 여자애에게 프롬 데이트 상대를 해달라고 물었던 일을 깜빡 잊었다고 둘러댄다. 앤디는 부자 친구들의 인정을 받지 못할 것이 두렵고 자신의 존재가 부끄러워 그러는 거라고 지적한다. 앤디가 눈물을 흘리며 복도를 지나간 뒤 스테프가 앤디를 비하하자 더키가 스테프에게 덤벼들면서 싸움이 벌어진다.
앤디는 아이오나의 옛 프롬 드레스를 받고 이 드레스의 천을 이용해 아버지에게 받은 드레스를 수선하여 핑크빛 프롬 드레스를 만든다. 앤디는 프롬 파티에서 더키를 발견하자 화해한 뒤 함께 손을 잡고 무도회장에 들어선다. 술에 취한 스테프가 이를 조롱하자 블레인은 스테프가 앤디에게 퇴짜를 맞고 화풀이를 해왔다는 걸 깨닫고 스테프의 무례하고 건방진 태도를 비난한 뒤 더는 그와 연관되고 싶지 않다고 말한다. 블레인은 더키와 악수를 하고 앤디에게 사과를 하고 언제나 앤디를 사랑할 거라고 말하고 볼에 키스를 한 뒤 떠난다. 더키는 블레인이 다른 부잣집 애들과는 다르다는 걸 인정하고 앤디에게 블레인 뒤를 쫓아가라고 말한다.
곧 더키는 자신을 향해 미소를 지으며 가까이 오라고 신호를 보내는 여자애를 발견하고 함께 춤을 춘다. 앤디와 블레인은 주차장에서 입을 맞춘다.

## 출연
- 몰리 링월드 - 앤디 월시 역
- 해리 딘 스탠턴 - 잭 월시 역
- 존 크라이어 - 필립 F. "더키" 데일 역
- 애니 포츠 - 아이오나 역
- 제임스 스페이더 - 스테프 매키 역
- 앤드루 매카시 - 블레인 맥도너 역
- 케이트 버넌 - 베니 핸슨 역
- 앤드루 다이스 클레이 - 클럽 문지기 역
- 크리스티 스완슨 - 더켓 역
- 알렉사 케닌 - 제나 호먼 역
- 드위질 재파 - 사이먼 역
- 지나 거숀 - 트롬블리 역
- 마거릿 콜린 - 영어 교사 역
- 짐 헤이니 - 교장 도널리 역
- 매기 로즈웰 - 디츠 부인 역

## 기타 제작진
- 배역: 마시 리로프
- 미술: 존 W. 코소
- 의상: 매릴린 밴스